# De Ruyter (1880)
«Де Рюйтер» ( нід. Zr.Ms/Hr.Ms. De Ruyter ), був незахищеним крейсером типу «Ачех», побудованим в Амстердамі для Королівського флоту Нідерландів у 1879–1880 роках.

### Будівництво

Креслення «Де Рюйтера»

Корабель було закладено 7 січня 1879 на Державній верфі у Амстердамі, після того як попередній крейсер типу «Ачех», що мав бути названий на честь де Рюйтера,  отримав ім'я «Кьонінгін Емма дер Нідерланден» на честь Емми Вальдек-Пірмонтської, яка того ж дня одружилася з королем Нідерландів Віллемом ІІІ.

## Перший похід в Нідерландську Ост-Індію

### Подорож до Нідерландській Ост-Індії
На Мальті «Де Рюйтер» бункерувався і ремонтував кілька типів труб і дві допоміжні машини. Вартість становила 21,3,3 фунтів стерлінгів . Капітан зазначив, що всі англійські офіцери запитували, чи справді у крейсера немає електричного освітлення, пошукового прожектора, мінного катера та торпед Уайтхеда. Після ремонту та забору запасів, наприклад 126 000 літрів прісної води, осадка була 5,1 м і 6,5 м на кормі. «Де Рюйтер» покинув Мальту 18 вересня. Спроба зробити відразу 70 обертів призвела до перегріву частин механізму, тому цього зробити не вдалося. 22 вересня «Де Рюйтер» досяг Порт-Саїда.

### У Нідерландській Ост-Індії

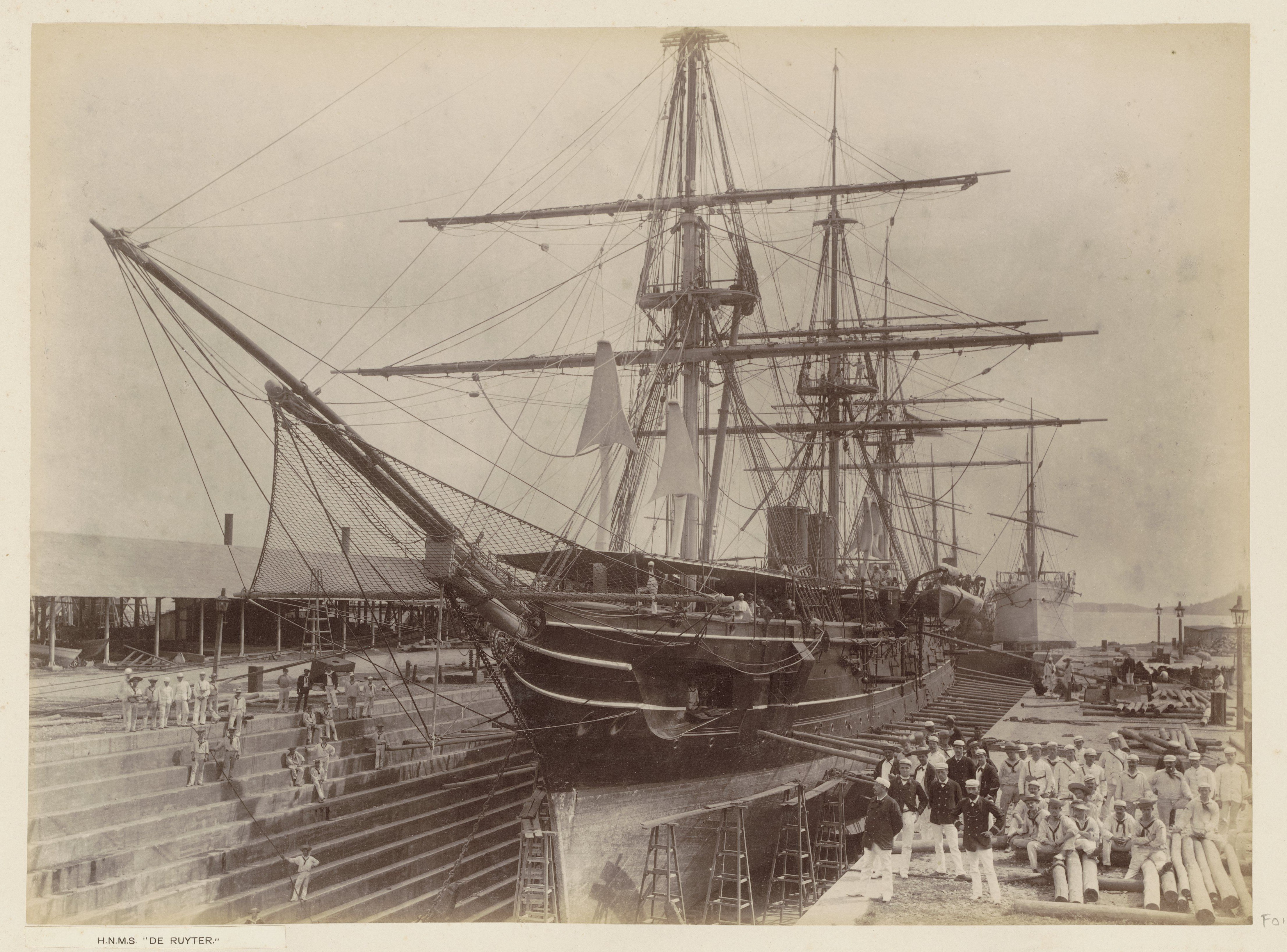
«Де Рюйтер» у сухому доці в Сінгапурі.

14 листопада 1887 року «Ван Спейк» , «Де Рюйтер» і Керам вирушили з Батавії в Булеленг на Балі, де до них приєдналися «Мадура» і «Понтіанак». 20 листопада ця ескадра відпливла до Ампенану на острові Ломбок з Резидентом Балі та Ломбоку на борту. Демонстрація сили призвела до угоди про торгівлю опіумом і ставлення до європейців. 14 грудня ескадра вирушила до затоки Уджунг, щоб провести переговори з правителями Карангасема. Після того, як ескадра була розформована в Булеленгу, «Де Рюйтер» повернувся до Батавії 22 грудня.